# Taib Šarić
Taib Šarić (Čapljina, 1934 — Sarajevo, 15. jun 2019) bio je akademik, jedan od vodećih bosanskohercegovačkih agroekologa i najistaknutiji herbolog.

## Edukacija i karijera
Taib Šarić je osnovnu školu pohađao u Čapljini i Mostaru, a srednju u Derventi. Diplomirao je, magistrirao i doktorirao agronomiju na Poljoprivrednom fakultetu Univerziteta u Sarajevu.
Postmagistarski studij je obavio u SAD (Kansas State University i Bucknell University, Pennsylvania), a postdoktorski u Holandiji (Wageningen Agricultural University). Zatim je dvije godine učestvovao u kreiranju naučnih projektata iz južnih ratarskih kultura u Indiji (Indian Agricultural Research Institute, New Delhi). Na studijskim usavršavanjima bio je i u Njemačkoj, Češkoj, Slovačkoj i Švicarskoj.
Šarić je bio profesor emeritus na Poljoprivrednom fakultetu u Sarajevu na kojem je kreirao programe i izvodio nastavu na postdiplomskom studiju iz agroekologije. Učestvovao je u obrazovanju 44 generacije studenata agronomije. Objavio je i 24 knjige (s ponovljenim proširenim izdanjima ukupno 45 knjiga) iz navedenih oblasti – univerzitetske i srednjoškolske udžbenike i priručnike za praksu. Publicirao je i više od 100 naučnih radova i oko 600 stručnih radova iz oblasti ratarstva, agroekologije, herbologije i zaštite okoliša, Ove oblasti bile su u fokusu njegovih istraživanja tokom pet decenija rada.
Najduže – tokom četiri decenije – na matičnom Fakultetu je predavao predmet Opće ratarstvo, a određen broj godina je predavao i Agroekologiju sa agrotehnikom, Osnove ratarstva, Specijalno ratarstvo i Zaštitu i uređenje okoliša. Na postdiplomskim studijima je predavao više predmeta iz oblasti ratarstva, herbologije i zaštite okoliša.
U 1977. na Poljoprivrednom fakultetu u Sarajevu osnovao je općejugoslavenski postdiplomski studij iz herbologije, prvi takav u Evropi. Na njemu su predavali i predavači iz Švicarske, Italije i drugih zemalja.
Akademik Šarić bio je utemeljitelj herbologije kao nauke u Bosni i Hercegovini i jedan od njenih pionira u onovremenoj Jugoslaviji. Bio je jedan od pionira nove naučne oblasti alelopatije, odnosno biohemijskih inhibitornih ili stimulirajućih međuutjecaja biljaka uodređenim fitocenozama u Evropi. Tokom sedam godina rukovodio je velikim jugoslavensko-američkim naučnim projektom u jekojem istraživana alelopatija usjeva i korova.
Pored velikog broja naučnih saopćenja koje je podnio na naučnim konferencijama u raznim gradovima širom Jugoslavije, od Ohrida do Bleda, podnio je i više naučnih referata na međunarodnim simpozijima i kongresima: u Upsali, Moskvi, Varšavi, Leipzigu, Brnu, Bratislavi, Keszthelyu (Mađarska), Poznanju, Breightonu, Gentu, Visakapatnamai (Indija), Sidneju itd. Bio je jedan od osnivača Jugoslavenskog društva za proučavanje i suzbijanje korova (u Sarajevu, 1973) i njegov višegodišnji predsjednik. Jedan je od osnivača European Weed Research Society (EWRS, Pariz, 1975) i dugo vremena član raznih njegovih rukovodećih organa (Scientific Committee, Educational Committee, National Representative of Yugoslavia and Bosnia and Herzegovina). Od svih osnivača EWRS-a najduže je bio aktivan u njegovim organima (30 godina). Predsjedavao je evropskim simpozijima o korovima u Upsali, Brajtonu, Parizu i Lisabonu.
Tri decenije bio je glavni i odgovorni urednik triju časopisa iz poljoprivrede. Izabran je za evaluatora međunarodnih naučnih projekata iz oblasti poljoprivrede i zaštite okoline za administraciju Evropske unije u Briselu. Bio je glavni urednik međunarodnog naučnog časopisa Herbologia (na engleskom) u kojem se objavljuju radovi prominentnih autora s više kontinenata. Za naučni rad i stručnu publicistiku dobio je nagradu „Veselin Masleša”. Tri puta je nominiran za laureata World Food Prize (neformalna Nobelova nagrada za hranu i poljoprivredu).
Za dopisnog člana ANUBiH izabran je 2002, a za redovnog 2008. godine.

## Knjige
1. Taib Šarić, V. Beus, Ž. Majstorović, M. Tais, 2013. Granice rasta grada Sarajeva i regije do 2025. godine - ekološki aspekti, ANUBiH, Posebna izdanja, knj. CLIV , Odjelj. prir i matem. nauka, knj. 24, Sarajevo.  978-9958-501-94-4., 99 atr.
2. Taib Šarić, I. Đalović, M. Đikić, 2010, Opšte ratarstvo – Praktikum, 7. izd., Sarajevo, Univerzitet u Sarajevu, Zadrugar, 196 str.
3. Taib Šarić, 2005, Suzbijanje korova herbicidima, Sarajevo, Poljoprivredni institut.  978-9958-596-04-0 неважећи ., 100 str.
4. Taib Šarić, E. Hanić, S. Hadžiabulić, O. Vidačić, 2005, Savremeni načini povećanja proizvodnje hrane, Sarajevo, autori, 210 str.
5. Taib Šarić, Dž. Jarebica, Z. Čaušević, 2000, Poljoprivredne sirovine, Sarajevo, Studentska štamparija Univerziteta u Sarajevu.
6. Taib Šarić, V. Beus, D. Gadžo, M. Đikić, 1999, Uništavanje i zaštita zemljišta, Garmond, Sarajevo.  978-9958-765-02-0 неважећи ., 130 str. + 20 listova s tablama
7. Taib Šarić, Đ. Bugarski, D. Gadžo, 1999, Ratarstvo IV: 4. razred srednje poljoprivredne škole, Sarajevo, Studentska štamparija Univerziteta u Sarajevu, Ministarstvo obrazovanja, nauke, kulture i sporta.  978-9958-44-043-1 неважећи ., 197 str.
8. Taib Šarić, D. Bulić, 1999, Ratarstvo: za III razred poljoprivredno-prehrambene struke III, Sarajevo, Studentska štamparija Univerziteta u Sarajevu, Ministarstvo obrazovanja, nauke, kulture i sporta.  978-9958 неважећи .—44-032-6.  978-9958-11-080-6 неважећи ., 180 str.
9. Taib Šarić, D. Gadžo, 1998, Uticaj poljoprivrednih hemikalija na okolinu, Sarajevo, Garmond, EKOBiH – Društvo za zaštitu i unapređenje životne sredine.  978-9958-765-01-2 неважећи ., 131 str. + 15 listova s tablama
10. Taib Šarić, Š. Muminović, 1998, Specijalno ratarstvo, Sarajevo, Garmond.  978-9958-765-00-4 неважећи ., 358 str.
11. Taib Šarić, Dž. Bisić-Hajro, B. Šaćiragić, E. Alagić, 1997, Biljna proizvodnja [za 1. razred], Sarajevo, Studentska štamparija Univerziteta u Sarajevu, Ministarstvo obrazovanja, nauke, kulture i sporta.  978-9958-44-010-5 неважећи .  978-9958-11-000-8 неважећи , 174 str. 116
12. Taib Šarić, M. Đikić, D. Gadžo, 1997, Dvije žetve godišnje, Sarajevo, Zadrugar, Edis, 136 str.
13. Taib Šarić, 1996, Atlas korova, 5. izd., Svjetlost, Pedagoški zavod, Sarajevo, 221 str.
14. Taib Šarić, Dž. Jarebica, Z. Čaušević, 1996, Poznavanje i kontrola sirovina, Sarajevo, Studentska štamparija Univerziteta u Sarajevu, 328 str.
15. Lj. Mišić, Dž. Bisić-Hajro, Taib Šarić, 1995, Osnovi biljne proizvodnje, Sarajevo, Ministarstvo obrazovanja, nauke, kulture i sporta, Univerzitet u Sarajevu, 227 str.
16. Taib Šarić, M. Šipovac, Dž. Bisić-Hajro, 1986, Praktična nastava sa proizvodnim radom: za II razred poljoprivredne struke, Sarajevo, Svjetlost, 118 str.
17. Taib Šarić, 1991, Atlas korova, 4. izd., Sarajevo, Svjetlost, Pedagoški zavod, 221 str.
18. Taib Šarić, 1991, Korovi i njihovo uništavanje herbicidima, 7. izd., Sarajevo, Zadrugar.  978-86-7135-071-6., 182 str.
19. Taib Šarić, 1991, Opšte ratarstvo (univerzitetski udžbenik), 4. izd., Sarajevo, NIRO Zadrugar, 389 str.
20. Taib Šarić, 1989, Atlas korova, 3. izd., Sarajevo, Svjetlost, Pedagoški zavod, 221 str.
21. Taib Šarić, 1989, Opšte ratarstvo – Praktikum, 6. izd., Sarajevo, Univerzitet u Sarajevu, Zadrugar, 196 str.
22. Taib Šarić, 1988, Opšte ratarstvo (univerzitetski udžbenik), 3. izd., Sarajevo, NIRO Zadrugar, 389 str.
23. Taib Šarić, 1988, Korovi i njihovo uništavanje herbicidima, 6. izd., Sarajevo, Zadrugar.  978-86-7135-033-4., 179 str.
24. Taib Šarić, 1987, Opšte ratarstvo – Praktikum, 5. izd., Sarajevo, Univerzitet u Sarajevu, Zadrugar, 196 str.
25. Taib Šarić, 1986, Atlas korova, 2. izd., Sarajevo, Svjetlost, Pedagoški zavod, 221 str.
26. Taib Šarić, Dž. Bisić-Hajro, B. Šaćiragić, E. Velagić-Habul, 1986, Biljna proizvodnja: za II razred poljoprivredno-veterinarske i prehrambene struke, Sarajevo, Svjetlost. 1986.  978-86-01-00367-5., 112 str.
27. Taib Šarić, 1985, Opšte ratarstvo (univerzitetski udžbenik), 2. izd., Sarajevo, NIRO Zadrugar, 389 str.
28. Taib Šarić, 1985, Korovi i njihovo uništavanje herbicidima, 5. izd., Sarajevo, Zadrugar, 192 str. 117
29. Taib Šarić, 1984, Opšte ratarstvo – Praktikum, 4. izd., Sarajevo, Univerzitet u Sarajevu, Zadrugar, 196 str.
30. Taib Šarić, 1983, Opšte ratarstvo (univerzitetski udžbenik), 1. izd., Sarajevo, NIRO Zadrugar, 389 str.
31. Taib Šarić, 1983, Opšte ratarstvo – Praktikum, 3. izd., Sarajevo, Univerzitet u Sarajevu, Zadrugar, 196 str.
32. Dž. Bisić-Hajro, R. Milosavljević, Taib Šarić, 1983, Praktična nastava sa proizvodnim radom 1 (srednjoškolski udžbenik), Sarajevo, Svjetlost.
33. Dž. Bisić-Hajro, R. Milosavljević, Taib Šarić, 1983, Osnovi biljne proizvodnje (srednjoškolski udžbenik), Sarajevo, Svjetlost.
34. Taib Šarić, 1981, Opšte ratarstvo – Praktikum, 2. izd., Sarajevo, Univerzitet u Sarajevu, Zadrugar, 196 str.
35. Taib Šarić, 1980, Korovi i njihovo uništavanje herbicidima, 4. izd., Sarajevo, Zadrugar, 208 str.
36. Taib Šarić, 1978, Atlas korova, 1. izd., Sarajevo, Svjetlost, Pedagoški zavod, 221 str.
37. Taib Šarić, 1978, Herbicidi i zemljište (skripta), Sarajevo, Poljoprivredni fakultet Sarajevo, 97 str.
38. Taib Šarić, 1977, Ekologija korova (skripta), Sarajevo, Poljoprivredni fakultet Sarajevo, 88 str.
39. Taib Šarić, 1977, Agroekologija sa agrotehnikom (univerzitetski udžbenik), Sarajevo, Poljoprivredni fakultet Sarajevo, 258 str.
40. Taib Šarić, 1976, Korovi i njihovo uništavanje herbicidima, 3. izd., Sarajevo, Zadrugar, 176 str.
41. Taib Šarić, 1974, Korovi i njihovo uništavanje herbicidima, 2. izd., Sarajevo, Zadrugar, 169 str.
42. Taib Šarić, 1971, Korovi i njihovo uništavanje herbicidima, 1. izd., Sarajevo, Zadrugar 42. Taib Šarić, 1971, Opšte ratarstvo – Praktikum, 1. izd., Sarajevo, Univerzitet u Sarajevu, Zadrugar, 196 str.

### Poglavlja u knjigama
1. Šarić, T., 2006, Poljoprivreda, U: Strategija integriranja Bosne i Hercegovine u Evropsku uniju, Sarajevo, Vijeće ministara BiH, Direkcija za evropske integracije: 95-100. (dostupno na: www.parco.gov.ba/?id=1353) 118
2. Šarić, T., 1987, Ekološke posljedice primjene hemikalija u biljnoj proizvodnji, U: Hrana i razvoj, Jugosl. naučna tribina, Beograd.  978-86-81165-02-7. стр. 59–66..
3. Ostojić, Z., Šarić, T., Čuturilo, S., 1983, Najrašireniji korovi, U: Priručnik izveštajne i prognozne službe zaštite poljoprivrednih kultura, Savez društava za zaštitu bilja Jugoslavije, Beograd: 652-659.

## Spoljašnje veze
- https://unsa.ppf.ba%5B%5D
- https://web.archive.org/web/20190412110313/http://anubih.ba/